# ポケットザウルス
ポケットザウルス（Pocket Saurus）とは、バンダイより発売された恐竜型キャラクター文具。1985年に発売開始。1987年に「ポケットザウルスJr.」が出たのち、2000年に新シリーズとして同名の「ポケットザウルス」として復活した。

## 概要
鉛筆削りやはさみなどの文具から箸などの食器類に至るまで幅広いグッズを展開。どれもオリジナルの恐竜の形をしたキャラクターとなっている。恐竜といってもリアルな形ではなく可愛げな印象であり、顔が黒いゴーグル状になっていて一部は半透明だがその上に目が描かれており、メカニックなイメージも併せ持っていた。2000年からの新シリーズは目が描かれなくなり、ゴーグル部分以外のパーツも半透明素材が使われるようになった。
これらのキャラクターを活かしファミリーコンピュータ用ゲームソフト『ポケットザウルス 十王剣の謎』も作られた。バンダイの橋本名人を主人公としている。

## アニメ版
ポケットザウルスに関連するアニメもVHS版で出版されている。アニメーション制作は日本、フランスの共同で行われている。フランス版のタイトルは『Diplodo』で1988年にフランスのテレビ局FR3で放送された。全26話が制作されたが、日本では10話分のみリリースされた。

### ストーリー
人間の子供ピエールとジャンヌはある日森の中で、傷ついた不思議な生き物を発見し介抱する。2人の優しさを信頼した生き物達は、自分達が地球と双子星に当たるポケットザウルス惑星から来た恐竜の子孫ポケットザウルスと名乗り、そして地球がゾラード惑星人の大魔王に狙われていることを伝える。そして2人の子供達とポケットザウルス達は、地球人でありながらゾラード惑星人を率いて大魔王復活を企む手下サントスの陰謀に立ち向かっていく。

### アニメ版の登場人物
ピエール
声 - 日比野朱里
人間の少年。内気で臆病な性格。
ジャンヌ
声 - （不明）
ピエールの友達の少女。冒険が大好きで、何にも恐れない勇敢な性格。
アワノハコラス
声 - （不明）
ポケットザウルス達のまとめ役。泡を出す能力を持つ。
テプキロドン
声 - （不明）
セロハンテープを出す能力を持つ大柄なポケットザウルス。ポケットザウルス達の中で一番の食いしん坊であり、冷蔵庫の中を空にしてしまう。
ホチキラトプス
声 - 北島淳司
ホッチキスを出す能力を持つポケットザウルス。口がやや悪く皮肉屋。
アナアケドン
声 - 林原めぐみ
パンチのように穴を開ける能力を持つ小柄なポケットザウルス。物事を慎重に考えずに、行動を急ぐ傾向が強い。
チョキラノドン
声 - （不明）
ポケットザウルスで唯一飛行能力を持ち、ハサミのように物を切る能力も持つ。また、ポケットザウルス達の「頭脳」でもあり、アワノハコラスを補佐している。
サントス
声 - （不明）
本作のメイン悪役。地球人だが大魔王の手下であり、大魔王復活の為にさまざまな悪事を働く。

### 各話リスト
- 1. ポケットザウルス登場
- 2. ペコペコ病が大流行!
- 3. 恋する電気製品たち
- 4. シグナルにご用心!
- 5. 探せポケットザウルスへの道
- 6. 燃える人工太陽
- 7. 大人がいなくなっちゃった
- 8. 縮む人間
- 9. 芸術泥棒
- 10. 大変!氷河期がやってくる

全10巻（全10話）：1巻 - 5巻（1988年11月30日発売）、6巻 - 10巻（1988年12月発売）

### 製作・制作
- アニメーション制作 - K.K.C&D（ノンクレジット、C&Dの日本スタジオ）、スタジオ古留美、ムークアニメーション（レイアウト[2]）、他海外のアニメ制作会社数社含む[3]
- 製作 - Créativité et Développement（フランス語版）（C&D、フランスのアニメ制作会社）、FR3（フランスのテレビ局）、バンダイ